# Società politica istriana
La Società politica istriana (SPI) è stato un partito politico austriaco. Era anche noto come Partito liberazionale.

## Storia
Il partito fu fondato da Francesco Costantini, già podestà di Pisino, nel 1884, e fu il risultato delle forze politiche italiane in Istria, allora parte dell'Impero austro-ungarico, in particolare del partito liberale. Costantini ne fu anche il primo presidente. L'agenda politica del partito era incentrata sulla difesa e la diffusione dell'italianità in Istria. Fu fondato a Pisino, e ivi fu mantenuta la sua sede principale fino alla dissoluzione del partito nel 1915.